# Bret Loehr
Bret Loehr (Tarzana, 9 luglio 1993) è un attore statunitense.

## Biografia
Dopo una serie di partecipazioni minori in produzioni televisive, nel 2007 è protagonista del film direct-to-video Veritas, Prince of Truth, mentre due anni dopo ha un ruolo di primo piano nel lungometraggio indipendente True Adolescents.

## Filmografia

### Cinema
- Identità (Identity), regia di James Mangold (2003)
- Red Riding Hood, regia di Randal Kleiser (2006)
- 9 Lives of Mara, regia di Balaji K. Kumar (2007)
- Veritas, Prince of Truth, regia di Arturo Ruiz-Esparza (2007)
- True Adolescents, regia di Craig Johnson (2009)

### Televisione
- Prima o poi divorzio! (Yes, Dear) – serie TV, 1 episodio (2001)
- Reba – serie TV, 1 episodio (2001)
- Family Law – serie TV, 1 episodio (2001)
- Roswell – serie TV, 1 episodio (2001)
- I Finnerty (Grounded for Life) – serie TV, 1 episodio (2002)
- Ally McBeal – serie TV, 1 episodio (2002)
- Giudice Amy (Judging Amy) – serie TV, 1 episodio (2002)
- Malcolm (Malcolm in the Middle) – serie TV, 1 episodio (2002)
- Everwood – serie TV, 4 episodi (2002)
- Curb Your Enthusiasm – serie TV, 1 episodio (2002)
- The Lunchbox Chronicles – film TV (2003)
- E.R. - Medici in prima linea (ER) – serie TV, 1 episodio (2003)
- American Dreams – serie TV, 3 episodi (2003-2004)
- Joint Custody – film TV, regia di Shawn Levy (2005)
- Walker Texas Ranger - Processo infuocato (Walker, Texas Ranger: Trial By Fire) – film TV, regia di Aaron Norris (2005)
- Cracking Up – serie TV, 7 episodi (2004-2006)
- Senza traccia (Without a Trace) – serie TV, 1 episodio (2006)
- Love's Unending Legacy – film TV, regia di Mark Griffiths (2007)
- Saving Grace – serie TV, 1 episodio (2007)
- Medium – serie TV, 2 episodi (2008)
- Aiutami Hope! (Raising Hope) – serie TV, 1 episodio (2011)
- Aquarius –  serie TV, 1 episodio (2016)

## Doppiatori italiani
Nelle versioni in italiano delle opere in cui ha recitato, Bret Loehr è stato doppiato da:
- Mirko Cannella in E.R. - Medici in prima linea
- Alessio Puccio in Walker Texas Ranger - Processo infuocato